# Afrikaspiele 2023/Radsport
Bei den Afrikaspielen 2023, die mit Verzögerung im März 2024 stattfanden, wurden eine Reihe von Entscheidungen im Straßenradsport ausgetragen, darunter für Männer und Frauen je ein Straßenrennen, ein Kriterium, ein Einzelzeitfahren und ein Mannschaftszeitfahren. Zudem gab es eine Mixed-Staffel. Laut den Organisatoren handelte es sich um olympische Qualifikationswettkämpfe. Tatsächlich war die Qualifikation für die Olympischen Spiele 2024 im Straßenradsport seit mehreren Monaten abgeschlossen.

## Ablauf
Bei den folgenden Wettkämpfen waren jeweils Fahrer der Kategorien Elite und U23 zugelassen. Bei den Einzelwettkämpfen wurden die besten U23-Fahrer nochmals gesondert ausgezeichnet.
- 9. März: Straßenrennen Frauen
- 10. März: Straßenrennen Männer
- 12. März: Kriterium Frauen und Männer
- 14. März: Mannschaftszeitfahren Frauen und Männer
- 15. März: Einzelzeitfahren Frauen und Männer
- 16. März: Mixed-Staffel

Die Wettkämpfe wurden auf dem Ablekuma–Pokuase Highway im Norden Accras ausgetragen, wo schon die Afrika-Meisterschaften im Straßenradsport 2023 stattgefunden hatten. Der Parcours der Rennen bestand aus einem Straßenabschnitt des Highways, der je nach Rennen mehrfach hin und zurück befahren wurde.

## Bilanz

### Medaillenspiegel
| Platz  | Land      | Gold | Silber | Bronze | Gesamt |
| ------ | --------- | ---- | ------ | ------ | ------ |
| 1      | Eritrea   | 6    | 2      | 6      | 14     |
| 2      | Südafrika | 4    | 6      | 3      | 13     |
| 3      | Mauritius | 3    | 3      | 4      | 10     |
| 4      | Algerien  | 1    | 1      | 0      | 2      |
| 5      | Uganda    | 1    | 0      | 0      | 1      |
| 6      | Nigeria   | 0    | 1      | 1      | 2      |
| 7      | Äthiopien | 0    | 1      | 0      | 1      |
| 7      | Namibia   | 0    | 1      | 0      | 1      |
| 9      | Ruanda    | 0    | 0      | 1      | 1      |
| Gesamt | Gesamt    | 15   | 15     | 15     | 45     |

### Medaillengewinner

#### Frauen
Straßenrennen: Das Straßenrennen ging über 100 Kilometer und wurde von 50 Fahrerinnen bestritten, von denen 30 das Rennen erfolgreich beendeten. Die drei besten U23-Fahrerinnen kamen auf die Ränge 5, 7 und 8 und wurden gesondert geehrt.
| Rang | Teilnehmerin      | Zeit    |
| ---- | ----------------- | ------- |
| 1    | Hayley Preen      | 2:41:53 |
| 2    | Aurélie Halbwachs | + 0:23  |
| 3    | Ese Ukpeseraye    | + 0:25  |

| Rang | Teilnehmerin   | Zeit     |
| ---- | -------------- | -------- |
| 1    | Nesrine Houili | 2:42:18  |
| 2    | Adiam Dawit    | gl. Zeit |
| 3    | Monalisa Araya | + 0:03   |

Kriterium
| Rang | Teilnehmerin   | Punkte |
| ---- | -------------- | ------ |
| 1    | Hayley Preen   | 22     |
| 2    | Anri Krugel    | 12     |
| 3    | Diane Ingabire | 8      |

| Rang | Teilnehmerin   | Punkte |
| ---- | -------------- | ------ |
| 1    | Adiam Dawit    | 2      |
| 2    | Annika Visser  | 0      |
| 3    | Kisanet Teages | 0      |

Mannschaftszeitfahren
| Rang | Mannschaft                                                                  | Zeit   |
| ---- | --------------------------------------------------------------------------- | ------ |
| 1    | Eritrea (Monalisa Araya, Birikti Fessehaye, Suzana Fiseha, Adiam Dawit)     | 52:31  |
| 2    | Südafrika (Sonica Klopper, Hayley Preen, Anika Visser)                      | + 0:08 |
| 3    | Mauritius (Llucie de Marigny-Lagesse, Aurélie Halbwachs, Raphaëlle Lamusse) | + 1:57 |

Einzelzeitfahren
| Rang | Teilnehmerin      | Zeit   |
| ---- | ----------------- | ------ |
| 1    | Aurélie Halbwachs | 34:38  |
| 2    | Ese Ukpeseraye    | + 0:27 |
| 3    | Lucy Young        | + 0:31 |

| Rang | Teilnehmerin   | Zeit   |
| ---- | -------------- | ------ |
| 1    | Adiam Dawit    | 36:03  |
| 2    | Nesrine Houili | + 0:16 |
| 3    | Suzana Fiseha  | + 0:24 |

#### Männer
Straßenrennen: Es gingen 97 Fahrer an den Start, von denen 56 das Rennen erfolgreich beendeten. Der Sieg wurde im Sprint einer kleinen Gruppe ausgefahren, in der außer den drei Medaillengewinnern noch Azzedine Lagab und Dawit Yemane vertreten waren. Der zweitplatzierte Dillon Geary gewann zugleich das U23-Klassement.
| Rang | Teilnehmer      | Zeit     |
| ---- | --------------- | -------- |
| 1    | Alexandre Mayer | 3:06:01  |
| 2    | Dillon Geary    | gl. Zeit |
| 3    | Merhawi Kudus   | gl. Zeit |

| Rang | Teilnehmer            | Zeit     |
| ---- | --------------------- | -------- |
| 1    | Dillon Geary          | 3:06:01  |
| 2    | Aurélien de Comarmond | + 1:24   |
| 3    | Nahom Araya           | gl. Zeit |

Kriterium
| Rang | Teilnehmer            | Punkte |
| ---- | --------------------- | ------ |
| 1    | Nahom Araya           | 18     |
| 2    | Merhawi Kudus         | 12     |
| 3    | Aurélien de Comarmond | 10     |

| Rang | Teilnehmer            | Punkte |
| ---- | --------------------- | ------ |
| 1    | Nahom Araya           | 18     |
| 2    | Aurélien de Comarmond | 10     |
| 3    | Blaine Kieck          | 5      |

Mannschaftszeitfahren
| Rang | Mannschaft                                                                                     | Zeit    |
| ---- | ---------------------------------------------------------------------------------------------- | ------- |
| 1    | Eritrea (Merhawi Kudus, Milkias Maekele, Dawit Yemane, Nahom Araya)                            | 1:00:26 |
| 2    | Südafrika (Brandon Downes, Dillon Geary, Blaine Kieck, Daniyal Matthews)                       | + 0:05  |
| 3    | Mauritius (Aurélien de Comarmond, Hanson Matombe, Alexandre Mayer, Christopher Rougier-Lagane) | + 1:44  |

Einzelzeitfahren: Das Einzelzeitfahren entschied der amtierende Afrikameister, Charles Kagimu, um nur elf Hundertstelsekunden für sich. Der Zweitplatzierte, Dillon Geary, wurde zugleich Sieger der U23-Kategorie. Die weiteren Podiumsplätze der U23 wurden vom 5. und 7. des Zeitfahrens belegt.
| Rang | Teilnehmer     | Zeit     |
| ---- | -------------- | -------- |
| 1    | Charles Kagimu | 45:32    |
| 2    | Dillon Geary   | gl. Zeit |
| 3    | Brandon Downes | + 0:34   |

| Rang | Teilnehmer            | Zeit   |
| ---- | --------------------- | ------ |
| 1    | Dillon Geary          | 45:32  |
| 2    | Kiya Rogora           | + 1:26 |
| 3    | Aurélien de Comarmond | + 2:27 |

#### Mixed
Team-Staffel: Es gingen 10 Mannschaften an den Start. Männer wie Frauen legten jeweils zwei Runden zurück, die Gesamtdistanz betrug daher 50 km.
| Rang | Mannschaft | Zeit    |
| ---- | --- | ------- |
| 1    | Mauritius (Alexandre Mayer, Christopher Rougier-Lagane, Aurélien de Comarmond, Llucie de Marigny-Lagesse, Aurélie Halbwachs, Raphaëlle Lamusse) | 1:04:05 |
| 2    | Südafrika (Blaine Kieck, Brandon Downes, Dillon Geary, Anika Visser, Lucy Young, Sonica Klopper)                                                | + 0:07  |
| 3    | Eritrea (Dawit Yemane, Merhawi Kudus, Nahom Araya, Adiam Dawit, Suzana Fiseha, Birikti Fessehaye)                                               | + 0:46  |